# Abingdon United F.C.
Abingdon United F.C. là một câu lạc bộ bóng đá Anh nằm ở Abingdon-on-Thames, hiện tại đang thi đấu ở Hellenic Football League Premier Division.

## Lịch sử

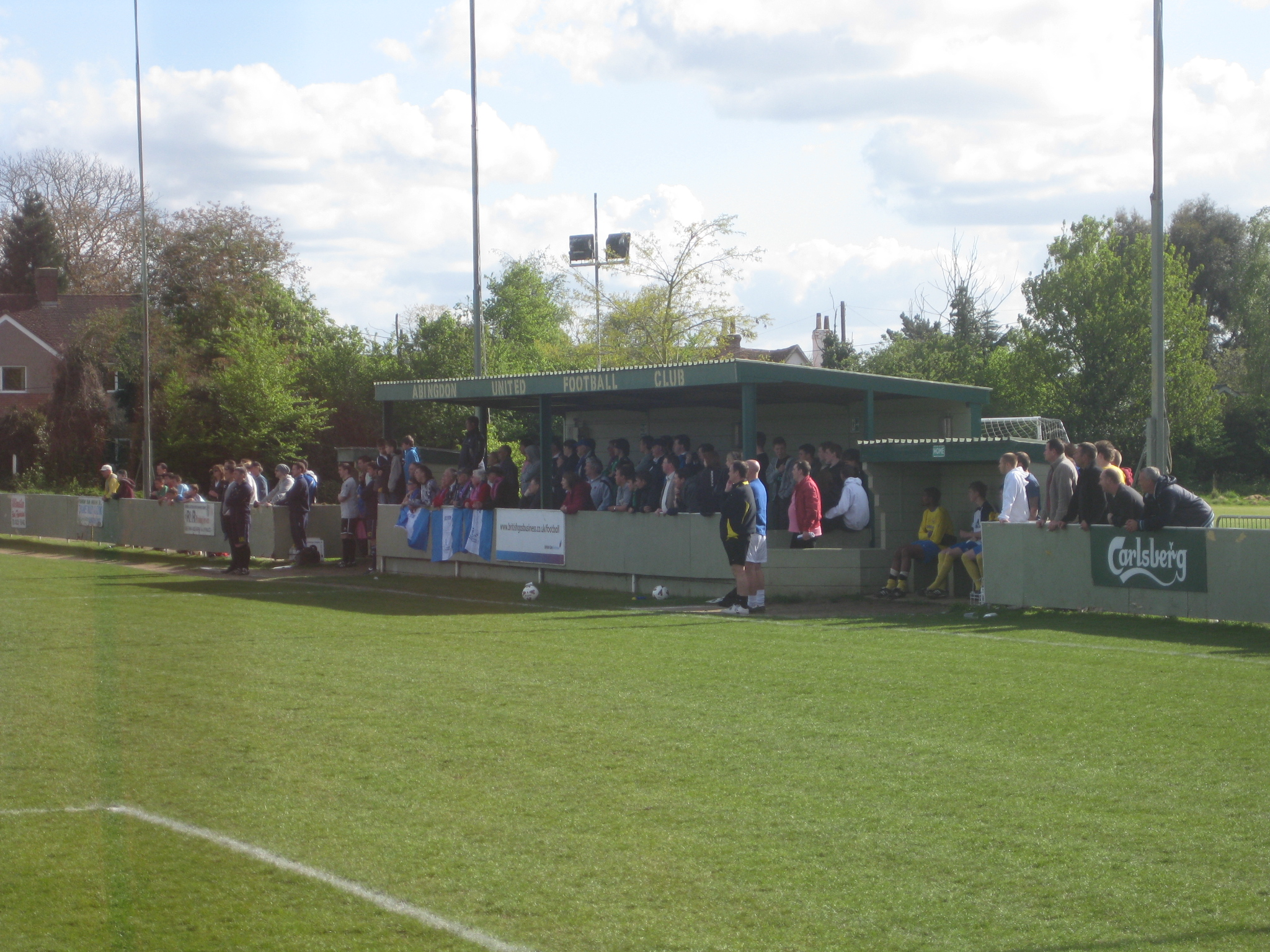
Khán đài cũ và hầm trú ẩn ở Northcourt Road.

Câu lạc bộ được thành lập năm 1946, là kình địch của đội bóng đã xuất hiện trước đó, Abingdon Town ở Anchor pub trên bờ sông Thames. Sau 8 năm đầu tiên ở North Berks League, United đặt mục tiêu cao hơn và gia nhập Hellenic League. 19 mùa giải tiếp theo, câu lạc bộ vẫn nằm ở hạng đấu cuối cùng của Hellenic League, cho đến mùa giải 1976–77 họ giành quyền lên hạng Premier Division. Đội bóng thi đấu ở Premier Division cho đến mùa giải 1980–81, họ kết thúc với vị trí cuối cùng, tuy nhiên chỉ sau 1 mùa giải ở Division One, họ đã trở lại với tư cách Á quân. Đội bóng tiếp tục thi đấu ở Hellenic Premier Division thêm 24 mùa bóng nữa.
Mùa giải 1982–83, đội bóng lên đầu tiên tham gia FA Vase, và 4 mùa giải sau là FA Cup, khi đó họ thua Stourbridge sau 2 trận đá lại ở vòng loại thứ 1.
Năm 2003, huấn luyện viên Andy Slater gia nhập CLB và giúp họ lên chơi ở Southern League vào mùa giải 2005–06. CLB tiếp tục thi đấu ở Southern League Division One South & West cho đến mùa giải 2012-13 thì đội bóng rút khỏi giải đấu và gia nhập lại Hellenic League Premier Division. Huấn luyện viên hiện tại Andy Zoldan tiếp quản nửa còn lại của mùa giải 2013-14 và giúp đội bóng trụ hạng thành công.

## Sân vận động
Abingdon United chơi trên sân nhà The North Court Stadium, Northcourt Road, Abingdon, Oxon, OX14 1PL.

## Danh hiệu

### Danh hiệu Giải đấu
- Hellenic League Premier Division
  - Á quân (1): 1996–97
- Hellenic League Division One
  - Vô địch (1): 1981–82
- North Berks League
  - Vô địch (1): 1953–54
- Hellenic League Premier Division Cup
  - Á quân (1): 1989–90

### Danh hiệu Cup
- Berks & Bucks Senior Cup
  - Á quân (2): 1983–84, 2004–05
- Berks & Bucks Senior Trophy
  - Vô địch (2): 1996–97, 1997–98
  - Á quân (1): 1993–94
- Hellenic League Division One Cup
  - Vô địch (1): 1965–66
  - Á quân (1): 1966–67
- Hellenic League Floodlit Cup
  - Vô địch (1): 1996–97
- North Berks Charity Shield:
  - Vô địch (1): 1952–53
- Hellenic – Hungerford Cup
  - Vô địch (2): 1996–97, 2001–02

## Kỉ lục
- Vị trí cao nhất cấp độ giải đấu:[1] thứ 11 ở Southern League Division One South & West, 2006–07
- Thành tích tốt nhất ở F.A Cup:[1] Vòng loại thứ 2, 2000–01, 2009–10, 2014-15
- Thành tích tốt nhất ở F.A Trophy:[1] Vòng loại thứ 2, 2006–07, 2007–08
- Thành tích tốt nhất ở F.A. Vase:[1] Vòng 3, 1988–89

### Lịch sử giải đấu
Lịch sử của North Berkshire League chưa được hoàn thiện
| Mùa giải                                                                                        | Hạng đấu                                                          | Vị thứ                                                            | Sự kiện đáng chú ý                                                |
| Abingdon United được thành lập và gia nhập North Berkshire League                               | Abingdon United được thành lập và gia nhập North Berkshire League | Abingdon United được thành lập và gia nhập North Berkshire League | Abingdon United được thành lập và gia nhập North Berkshire League |
| ----------------------------------------------------------------------------------------------- | ----------------------------------------------------------------- | ----------------------------------------------------------------- | ----------------------------------------------------------------- |
| 1949–1950                                                                                       | North Berkshire League                                            |                                                                   |                                                                   |
| 1950–1951                                                                                       | North Berkshire League                                            |                                                                   |                                                                   |
| 1951–1952                                                                                       | North Berkshire League                                            |                                                                   |                                                                   |
| 1952–1953                                                                                       | North Berkshire League                                            |                                                                   |                                                                   |
| 1953–1954                                                                                       | North Berkshire League                                            | 1                                                                 | Vô địch                                                           |
| 1954–1955                                                                                       | North Berkshire League                                            |                                                                   |                                                                   |
| 1955–1956                                                                                       | North Berkshire League                                            |                                                                   |                                                                   |
| 1956–1957                                                                                       | North Berkshire League                                            |                                                                   |                                                                   |
| 1957–1958                                                                                       | North Berkshire League                                            |                                                                   |                                                                   |
| Abingdon United gia nhập Hellenic League Division One                                           |                                                                   |                                                                   |                                                                   |
| 1958–1959                                                                                       | Hellenic League Division One                                      | 7                                                                 | –                                                                 |
| 1959–1960                                                                                       | Hellenic League Division One                                      | 9                                                                 | –                                                                 |
| 1960–1961                                                                                       | Hellenic League Division One                                      | 3                                                                 | –                                                                 |
| 1961–1962                                                                                       | Hellenic League Division One                                      | 7                                                                 | –                                                                 |
| 1962–1963                                                                                       | Hellenic League Division One                                      | 10                                                                | –                                                                 |
| 1963–1964                                                                                       | Hellenic League Division One                                      | 6                                                                 | –                                                                 |
| 1964–1965                                                                                       | Hellenic League Division One                                      | 10                                                                | –                                                                 |
| 1965–1966                                                                                       | Hellenic League Division One                                      | 4                                                                 | –                                                                 |
| 1966–1967                                                                                       | Hellenic League Division One                                      | 4                                                                 | –                                                                 |
| 1967–1968                                                                                       | Hellenic League Division One                                      | 7                                                                 | –                                                                 |
| 1968–1969                                                                                       | Hellenic League Division One                                      | 5                                                                 | –                                                                 |
| 1969–1970                                                                                       | Hellenic League Division One                                      | 12                                                                | –                                                                 |
| 1970–1971                                                                                       | Hellenic League Division One                                      | 7                                                                 | –                                                                 |
| Hellenic League Division One đổi tên thành Hellenic League Division One A                       |                                                                   |                                                                   |                                                                   |
| 1971–1972                                                                                       | Hellenic League Division One A                                    | 8                                                                 | –                                                                 |
| Được xếp vào Hellenic League Division Two do sự tái cơ cấu giải đấu                             |                                                                   |                                                                   |                                                                   |
| 1972–1973                                                                                       | Hellenic League Division Two                                      | 9                                                                 | –                                                                 |
| Hellenic League Division Two trở thành Hellenic League Division One do sự sáp nhập các giải đấu |                                                                   |                                                                   |                                                                   |
| 1973–1974                                                                                       | Hellenic League Division One                                      | 19                                                                | –                                                                 |
| 1974–1975                                                                                       | Hellenic League Division One                                      | 12                                                                | –                                                                 |
| 1975–1976                                                                                       | Hellenic League Division One                                      | 5                                                                 | –                                                                 |
| 1976–1977                                                                                       | Hellenic League Division One                                      | 3                                                                 | Thăng hạng                                                        |
| 1977–1978                                                                                       | Hellenic League Premier Division                                  | 14                                                                | –                                                                 |
| 1978–1979                                                                                       | Hellenic League Premier Division                                  | 14                                                                | –                                                                 |
| 1979–1980                                                                                       | Hellenic League Premier Division                                  | 12                                                                | –                                                                 |
| 1980–1981                                                                                       | Hellenic League Premier Division                                  | 16                                                                | Xuống hạng                                                        |
| 1981–1982                                                                                       | Hellenic League Division One                                      | 2                                                                 | Á quân                                                            |
| 1982–1983                                                                                       | Hellenic League Premier Division                                  | 12                                                                | –                                                                 |
| 1983–1984                                                                                       | Hellenic League Premier Division                                  | 4                                                                 | –                                                                 |
| 1984–1985                                                                                       | Hellenic League Premier Division                                  | 6                                                                 | –                                                                 |
| 1985–1986                                                                                       | Hellenic League Premier Division                                  | 7                                                                 | –                                                                 |
| 1986–1987                                                                                       | Hellenic League Premier Division                                  | 6                                                                 | –                                                                 |
| 1987–1988                                                                                       | Hellenic League Premier Division                                  | 4                                                                 | –                                                                 |
| 1988–1989                                                                                       | Hellenic League Premier Division                                  | 3                                                                 | –                                                                 |
| 1989–1990                                                                                       | Hellenic League Premier Division                                  | 3                                                                 | –                                                                 |
| 1990–1991                                                                                       | Hellenic League Premier Division                                  | 7                                                                 | –                                                                 |
| 1991–1992                                                                                       | Hellenic League Premier Division                                  | 6                                                                 | –                                                                 |
| 1992–1993                                                                                       | Hellenic League Premier Division                                  | 15                                                                | –                                                                 |
| 1993–1994                                                                                       | Hellenic League Premier Division                                  | 12                                                                | –                                                                 |
| 1994–1995                                                                                       | Hellenic League Premier Division                                  | 11                                                                | –                                                                 |
| 1995–1996                                                                                       | Hellenic League Premier Division                                  | 10                                                                | –                                                                 |
| 1996–1997                                                                                       | Hellenic League Premier Division                                  | 2                                                                 | Á quân                                                            |
| 1997–1998                                                                                       | Hellenic League Premier Division                                  | 10                                                                | –                                                                 |
| 1998–1999                                                                                       | Hellenic League Premier Division                                  | 7                                                                 | –                                                                 |
| 1999–2000                                                                                       | Hellenic League Premier Division                                  | 8                                                                 | –                                                                 |
| 2000–2001                                                                                       | Hellenic League Premier Division                                  | 5                                                                 | –                                                                 |
| 2001–2002                                                                                       | Hellenic League Premier Division                                  | 4                                                                 | –                                                                 |
| 2002–2003                                                                                       | Hellenic League Premier Division                                  | 8                                                                 | –                                                                 |
| 2003–2004                                                                                       | Hellenic League Premier Division                                  | 11                                                                | –                                                                 |
| 2004–2005                                                                                       | Hellenic League Premier Division                                  | 5                                                                 | –                                                                 |
| 2005–2006                                                                                       | Hellenic League Premier Division                                  | 3                                                                 | Thăng hạng                                                        |
| 2006–2007                                                                                       | Southern League Division One South & West                         | 11                                                                |                                                                   |
| 2007–2008                                                                                       | Southern League Division One South & West                         | 16                                                                |                                                                   |
| 2008–2009                                                                                       | Southern League Division One South & West                         | 15                                                                |                                                                   |
| 2009–2010                                                                                       | Southern League Division One South & West                         | 14                                                                |                                                                   |
| 2010–2011                                                                                       | Southern League Division One South & West                         | 16                                                                |                                                                   |

## Nhân viên của câu lạc bộ

### Cầu thủ
Tính đến 11 tháng 10 năm 2011
Ghi chú: Quốc kỳ chỉ đội tuyển quốc gia được xác định rõ trong điều lệ tư cách FIFA. Các cầu thủ có thể giữ hơn một quốc tịch ngoài FIFA.
| Số | VT | Quốc gia | Cầu thủ         |
| -- | -- | -------- | --------------- |
| —  | TM | Anh      | James Foster    |
| —  | HV | Anh      | Kevin Halliday  |
| —  | HV | Anh      | Gareth Thomas   |
| —  | HV | Anh      | Carl Evans      |
| —  | HV | Anh      | Paul Taplin     |
| —  | TV | Anh      | Thomas Melledew |

| Số | VT  | Quốc gia | Cầu thủ       |
| -- | --- | -------- | ------------- |
| —  | TV  | Anh      | Simeon Howell |
| —  | TV  | Anh      | Sam Tucker    |
| —  | TĐ  | Anh      | Aaron Woodley |
| —  | TĐ  | Anh      | Carl Self     |
| —  | /FW | Anh      | Zac Field     |

## Cựu cầu thủ
1. Các cầu thủ thi đấu/dẫn dắt ở Football League hoặc cấp độ tương đương ở nước ngoài.

2. Các cầu thủ thi đấu trong đội tuyển quốc gia.
- Graham Lewis
- Jermaine McSporran